# Philisca puconensis
Philisca puconensis là một loài nhện trong họ Anyphaenidae.
Loài này thuộc chi Philisca. Philisca puconensis được M. J. Ramírez miêu tả năm 2003.